# Las Fuentes, Chiapas
Las Fuentes är en ort i Mexiko.   Den ligger i kommunen Suchiate och delstaten Chiapas, i den sydöstra delen av landet, 900 km sydost om huvudstaden Mexico City. Las Fuentes ligger 15 meter över havet och antalet invånare är 101.
Terrängen runt Las Fuentes är mycket platt. Runt Las Fuentes är det ganska tätbefolkat, med 129 invånare per kvadratkilometer. Närmaste större samhälle är Brisas Barra de Suchiate, 11,2 km söder om Las Fuentes. I omgivningarna runt Las Fuentes växer i huvudsak städsegrön lövskog.